# Ed Jenkins
Ed Jenkins (26 de maio de 1986) é um ruguebolista de sevens australiano.

## Carreira
Ed Jenkins integrou o elenco da Seleção Australiana de Rugby Sevens 8º colocada na Rio 2016, ele foi o capitão da equipe.